# خانه‌های بریم شماره ۲۰۷
خانه‌های بریم شماره ۲۰۷ مربوط به دوره پهلوی دوم است و در شهرستان‌آبادان، بخش مرکزی، منطقه مسکونی بریم، پلاک ۲۰۷ واقع شده و این اثر در تاریخ ۶ اسفند ۱۳۸۵ با شمارهٔ ثبت ۱۷۴۰۲ به‌عنوان یکی از آثار ملی ایران به ثبت رسیده است.